# 피롤로퀴놀린 퀴논
피롤로퀴놀린 퀴논(영어: pyrroloquinoline quinone, PQQ) 또는 메톡사틴(영어: methoxatin)은 산화환원반응의 보조 인자이며 항산화제이다. 피롤로퀴놀린 퀴논은 사람의 모유에서 뿐만 아니라 키위와 같은 음식 및 토양에서 발견된다. 피롤로퀴놀린 퀴논을 함유하고 있는 효소를 퀴노단백질(영어: quinoprotein)이라고 한다. 퀴노단백질 중 하나인 퀴노단백질 포도당 탈수소효소는 포도당 센서로 사용된다. 피롤로퀴놀린 퀴논은 세균의 생장을 자극한다. 식이 보충제로 섭취하는 피롤로퀴놀린 퀴논은 미토콘드리아 생물발생을 촉진할 수 있다고 주장되었다.

## 역사
피롤로퀴놀린 퀴논은 J.G. 헤이그(J.G. Hauge)에 의해 세균에서 니코틴아마이드와 플라빈 아데닌 다이뉴클레오타이드 다음으로 산화환원반응에 대한 세 번째 보조 인자로 발견(헤이그는 이것을 나프토퀴논으로 가정했지만)되었다. 앤서니(Anthony)와 자트만(Zatman)은 또한 알코올 탈수소효소에서 알려지지 않은 산화환원반응 보조 인자를 발견했다. 1979년에 솔즈베리(Salisbury) 연구팀과 뒤네(Duine) 연구팀은 메틸영양균의 메탄올 탈수소효소로부터 피롤로퀴놀린 퀴논을 추출하고, 피롤로퀴놀린 퀴논의 분자 구조를 확인했다. 아다치(Adachi)와 그 동료들은 피롤로퀴놀린 퀴논이 아세토박터에도 존재한다는 것을 발견했다.

## 생합성
피롤로퀴놀린 퀴논(PQQ)의 새로운 측면은 세균에서 리보솜으로 번역된 전구체 펩타이드인 PqqA로부터 PQQ의 생합성이다. PqqA 변형의 첫 번째 단계에서 PqqA의 글루탐산과 티로신은 라디칼 SAM 효소 PqqE에 의해 가교 결합된다. 피롤로퀴놀린 퀴논의 생합성을 이해하려는 노력은 라디칼 SAM 효소 및 단백질을 변형시킬 수 있는 능력에 대한 광범위한 관심을 가지게 하는데 기여했으며, 유사한 라디칼 SAM 효소 의존성 경로가 전구체 펩타이드인 MftA의 발린과 티로신을 사용하여 전자 운반체로 추정되는 미코팩토신을 생성하는 것으로 밝혀졌다.

## 비타민으로서의 역할에 대한 논란
가사하라(Kasahara)와 가토(Kato)는 2003년에 과학 저널 네이처에 발표한 논문에서 본질적으로 피롤로퀴놀린 퀴논이 새로운 비타민이라고 주장했지만 2005년에 앤서니(Anthony)와 팬턴(Fenton)은 네이처에 발표한 기사에서 2003년의 가사하라와 가토의 논문은 부정확하고 근거가 없는 결론을 도출했다고 주장했다. 2018년에 미국국립과학원회보(Proceedings of the National Academy of Sciences of the United States of America)에 실린 브루스 에임스(Bruce Ames)의 기사에 따르면 피롤로퀴놀린 퀴논은 생존을 위해 필수적이며 즉각적으로 필요한 것은 아니지만, 장기적인 건강을 위해 필요한 "장수 비타민(longevity vitamin)"이다.

## 같이 보기
- L-아미노아디프산-세미알데하이드 탈수소효소, EC 1.2.1.31[12][13]
- 보조 인자
- 니코틴아마이드 아데닌 다이뉴클레오타이드 (NAD+)
- 플라빈 아데닌 다이뉴클레오타이드 (FAD)
- 항산화제
- S-아데노실메티오닌 (SAM)